# Schermen op de Middellandse Zeespelen 1951
Schermen is een van de sporten die beoefend werden tijdens de Middellandse Zeespelen 1951 in Alexandrië, Egypte. Er waren zes onderdelen, alle voor mannen.

## Uitslagen
| Event              | Goud               | Zilver                | Brons                             |
| ------------------ | ------------------ | --------------------- | --------------------------------- |
| Floret individueel | Christian d'Oriola | Alessandro Mirandolli | Claude Netter Edoardo Mangiarotti |
| Floret team        | Italië             | Frankrijk             | Egypte                            |
| Sabel individueel  | Jacques Lefèvre    | Mauro Racca           | Roberto Ferrari                   |
| Sabel team         | Italië             | Egypte                | Frankrijk                         |
| Degen individueel  | René Bougnol       | Carlo Pavesi          | Alain Coutrot                     |
| Degen team         | Italië             | Frankrijk             | Egypte                            |

## Medaillespiegel
| Plaats | Land      | Goud | Zilver | Brons | Totaal |
| 1      | Italië    | 3    | 3      | 2     | 8      |
| 2      | Frankrijk | 3    | 2      | 3     | 8      |
| 3      | Egypte    | 0    | 1      | 2     | 3      |
| Totaal | Totaal    | 6    | 6      | 7     | 19     |

1951 · 1955 · 1959 · 1963 · 1967 · 1971 · 1975 · 1979 · 1983 · 1991 · 1993 · 1997 · 2001 · 2005 · 2009 · 2013 · 2018 · 2022
Atletiek · Basketbal · Boksen · Gewichtheffen · Gymnastiek · Roeien · Schermen · Schietsport · Voetbal · Worstelen · Zwemmen